# 伊藤誠吾
伊藤 誠吾（いとう せいご、1977年7月17日 - ）は、日本の芸術家、アーティスト。

## 人物
秋田県潟上市（出生時：南秋田郡飯田川町）出身。秋田県立秋田南高等学校・東北福祉大学卒業。
映像作品や音楽、絵画など秋田県を拠点に作品を作り続けている。家庭用のハンディーカメラやダンボール、新聞紙、クレヨンなど日常にありふれた機材を作品制作に使い、組織や家庭、仕事などを取り払った、個人本来の姿を映しだそうとする作品が多い。2001年、ニューヨークでポーランド人、ブルキナファソ人とで「アバンギャルド撲滅プロジェクト」を立上げ、映画『ティファニーで朝食を』で有名なニューヨークの5番街を全身白塗りで歩き、グッチやシャネルのアクセサリーを試着したり、街の中に設けた檻の中で3日間過ごしたり、花束を持ちタキシードを着て、ブッシュ大統領に会うためホワイトハウスのインターホンを押すパフォーマンスなど行なう。
2005年、東京の劇団あぁルナティックシアター入団、2010年、秋田市文化会館大ホールで30インチのテレビを置いて、テレビ映像を流し続ける「愛と感動のプロパガンダ」という作品を発表。秋田市アトリオン美術ホールで枝豆一粒だけを展示する「人間はどこまでアホなのか」展開催。2012年、東京南青山のスパイラルガーデンでアートフェア出展。

## 主な作品
- 『人間はどこまでアホなのか』（インスタレーション）
- 『愛と感動のプロパガンダ』（インスタレーション）
- 『首都』（音楽）
- 『口笛コンサート』（音楽）
- 『鼻は咲く』（音楽）
- 『国指定重要無形民俗文化財・バカおどり』（舞踊）
- 『長渕がいっぱい』（インスタレーション）
- 『世界遺産・伊藤キヨヱ』（映像）
- 『秋田の町中でウンコと叫ぶ』（映像）
- 『ロッキー・バルボア』（映像）
- 『ひとりVSカメラ』（映像）
- 『マザー・ファッカー』（インスタレーション）
- 『ドカ雪まつり』（インスタレーション）
- 『自由・平等・博愛』（インスタレーション）
- 『秋田県25市町村長図絵』（絵画）
- 『ショッピングモール』（映像）
- 『履歴書』（インスタレーション）
- 『我思うゆえに我あり』（本）
- 『バカであれ！』（本）
- 『ゆりかごから墓場まで』（本）
- 『劇団・知的』（演劇）
- 『アールブリュット展』（インスタレーション）
- 『マッチョ』（映像）

## 出演番組

### テレビ番組
- ダウンタウンの笑ってはいけない警察 （日本テレビ）

### 映画
- あっ！お皿に首が乗っている （河崎実監督） [2]。

出典：秋田魁新報